# Rat-Zinger
Rat-Zinger és un grup de punk rock format a Bilbao que es caracteritza pels seus directes contundents, la cruesa rítmica i les lletres crítiques amb l'església i en contra del feixisme i la repressió policial.
Rat-Zinger es va fundar el 2009 a Bilbao, després de la dissolució del grup Anarko, on tocaven junts el cantant Podri i el baixista Pinky. El grup va actuar en directe per primer cop al cap de pocs mesos de la seva formació com a teloners de Misfits a la sala Rockstar de Bilbao. Des de llavors, ha tocat en festivals com Viña Rock, Rock Fest Barcelona o Resurrection Fest.
El setè àlbum d'estudi de Rat-Zinger, Bala per cápita, va ser el primer que va gravar sense Javi Puñales, el guitarrista original del grup, essent substituït per Dann Hoyos de Rise to Fall i Etsaiak. A més, compta amb les col·laboracions de Kutxi Romero, Kosta Vázquez de Boikot i, a la cançó «Quiero ver arder», de Martillo, la cantant de The Capaces.

## Discografia

### Àlbums d'estudi
- Cartas al Vaticano, 2010
- Crónicas de la destrucción, 2012[4]
- Rock 'n' roll para hijos de perra, 2014
- No habrá piedad para nadie Vol.1, 2015 (recopilatori)
- Larga vida al infierno, 2016
- Santa calavera, 2018
- No habrá piedad para nadie Vol.2, 2019 (recopilatori)
- X años de sangre y moscas, 2021 (directe)[5]
- Tengan cuidado ahí fuera, 2021[6]
- Bala per cápita, 2024[7]